# 10 minutes diary
10minutes diaryは、2005年公開の日本のインターネットムービー。

## 内容
5人の女性の1日を日記風に描いたオムニバス作品。

## 出演
「久美子の日記」
- 高垣麗子
- 袴田吉彦

「愛の日記」
- 桜井裕美
- 平泉成
- 伊藤隆大

「理恵の日記」
- 野沢和香
- 仲村綾乃
- 清水萌々子

「恵の日記」
- 高垣麗子
- 岡田浩暉

「智子の日記」
- 小林智子：桜井裕美
- 古屋：上地雄輔

## スタッフ
- 監督：長尾直樹、北川悦吏子
- 脚本：北川悦吏子